# Peggy McCay
Margaret Ann „Peggy“ McCay (* 3. November 1927 in New York City; † 7. Oktober 2018 in Los Angeles, Kalifornien) war eine US-amerikanische Schauspielerin. Bekanntheit erlangte sie durch ihre Rolle der Caroline Brady in der Seifenoper Zeit der Sehnsucht, die sie von 1983 bis 2016 darstellte.

## Leben
Margaret Ann McCay wurde 1927 als einzige Tochter des Bauunternehmers Michael McCay und seiner Frau Catherine in New York City geboren. Sie besuchte die St. Walburga's Convent School und anschließend das Barnard College, wo sie im Juni 1949 ihren Abschluss machte. Nach dem Tod ihres Vaters leitete sie gemeinsam mit ihrer Mutter für mehrere Jahre das geerbte Bauunternehmen.
Nach ihrem Abschluss am College wurde McCay Mitglied in einer Theatergruppe und nahm Schauspielunterricht bei Lee Strasberg. Ihre erste Bühnenrolle erhielt sie in Onkel Wanja an der Seite von Franchot Tone. 1957 waren beide Schauspieler in ihren alten Rollen in einer Filmversion des Stückes zu sehen. McCay erhielt für ihre Rolle einen Obie Award als beste Schauspielerin.
Ihre erste große Fernsehrolle erhielt McCay 1951 als Vanessa Dale in der Seifenoper Love of Life. Sie gehörte bis 1955 zur Stammbesetzung der Serie. Es folgten Gastauftritte in Fernsehserien wie Perry Mason, Maverick, Am Fuß der blauen Berge und der Andy Griffith Show. 1962 spielte sie ihre zweite Filmrolle in Lad, A Dog.
In den 1970er und 1980er Jahren hatte McCay eine wiederkehrende Rolle als Marion Hume in der Fernsehserie Lou Grant. Im Februar 1983 war sie zum ersten Mal in ihrer bekanntesten Rolle als Caroline Brady in der Seifenoper Zeit der Sehnsucht zu sehen. Seit 1985 trat sie in regelmäßigen Abständen in der Serie auf und war bis 2016 Teil der Besetzung. Zu McCays weiteren Auftritten in Fernsehserien gehörte ein Gastauftritt in Die Fälle der Rosie O'Neill, für die sie 1991 mit dem Primetime Emmy Award als beste Gastdarstellerin in einer Dramaserie ausgezeichnet wurde.
Peggy McCay starb am 7. Oktober 2018 im Alter von 90 Jahren.

## Filmografie (Auswahl)

### Filme
- 1957: Uncle Vanya
- 1962: Lad, A Dog
- 1963: FBI Code 98 (Fernsehfilm)
- 1979: Promises in the Dark
- 1981: Bustin’ Loose
- 1983: Zuhause ist der Teufel los (Wait Till Your Mother Gets Home!; Fernsehfilm)
- 1983: Ehe mit Hintergedanken (Second Thoughts)
- 1985: Die zweite Wahl – Eine Romanze (Murphy’s Romance)
- 1987: No Man’s Land – Tatort 911 (No Man's Land)
- 1996: Daddy’s Girl
- 2001: James Dean (Fernsehfilm)

### Fernsehserien
Soweit nicht anders erwähnt jeweils eine Folge.
- 1958/1963: Perry Mason (zwei Folgen)
- 1959/1960: Maverick (drei Folgen)
- 1962: Raum ist in der kleinsten Hütte (Room for One More, Sitcom, 26 Folgen)
- 1963: Andy Griffith Show
- 1963: General Hospital
- 1963: Am Fuß der blauen Berge (Laramie)
- 1973–1975: Barnaby Jones (Fernsehserie, 3 Folgen)
- 1975–1976: Gibbsville
- 1978–1982: Lou Grant (neun Folgen)
- 1982/1985: Cagney & Lacey (zwei Folgen)
- 1983: Die Jeffersons (The Jeffersons)
- 1983: Chefarzt Dr. Westphall (St. Elsewhere; zwei Folgen)
- 1983–2016: Zeit der Sehnsucht (Days of Our Lives; 637 Folgen)
- 1984: Airwolf
- 1985: Hardcastle & McCormick
- 1991: Die Fälle der Rosie O’Neill (The Trials of Rosie O’Neill)
- 1997: Profiler (zwei Folgen)
- 1999: Providence
- 2010: Cold Case – Kein Opfer ist je vergessen (Cold Case)